# Orthodoxe Kirchen
Orthodoxe Kirchen (von altgriechisch ὀρθός orthós, deutsch ‚aufrecht, richtig‘ und δόξα dóxa, deutsch ‚Verehrung, Glaube‘, hier „der richtige Lobpreis oder die rechte Lehre Gottes“; Singular „Orthodoxe Kirche“ auf griechisch Ορθόδοξη Εκκλησία Orthódoxi Ekklisía, russisch Православная церковь Prawoslawnaja zerkow, ukrainisch Православна церква Prawoslawna zerkwa, bulgarisch Православна църква Prawoslawna zarkwa, serbisch Православна Црква Pravoslavna Crkva und rumänisch Biserica Ortodoxă) oder byzantinisch-orthodoxe Kirchen sind die vorreformatorischen Kirchen des byzantinischen Ritus. Sie sind dabei von Beginn an sowohl katholisch als auch apostolisch in der Nachfolge der Apostel (traditio apostolica). Die selbstverwalteten Ostkirchen sind teilweise Nationalkirchen und weisen kulturelle Unterschiede auf, stehen jedoch in Kirchengemeinschaft miteinander. Angehörige der orthodoxen Kirchen verstehen sich als Einheit und sprechen daher meist von der Kirche der Orthodoxie im Singular. 
Die orthodoxen Kirchen hätten laut Pressemitteilungen des Patriarchen von Konstantinopel Bartholomaios I. weltweit ca. 300 Millionen Angehörige und seien die drittgrößte christliche Gemeinschaft der Welt. Einer Studie der Society for Orthodox Christian History in the Americas zufolge dürfte gemäß detaillierter Untersuchungen die Zahl deutlich geringer sein. Die Studie nennt als gemittelten Schätzwert eine Gesamtzahl der Orthodoxen von weltweit 192 Millionen Menschen.
Die orthodoxen Kirchen sind zu unterscheiden von den altorientalischen Kirchen (auch orientalisch-orthodox) und den katholischen Ostkirchen, die größtenteils von byzantinischen Kirchen abstammen.
Nach theologischem, christlich-orthodoxem Selbstverständnis ist die Orthodoxe Kirche „Vereinigung alles Seienden, dazu bestimmt, alles was da ist, Gott und die Schöpfung, in sich zusammenzuschließen. Sie ist die Erfüllung des ewigen Planes Gottes: die All-Einheit. In ihr ist Ewiges da und Zeitliches […] Die Kirche ist der Leib Christi, […]“

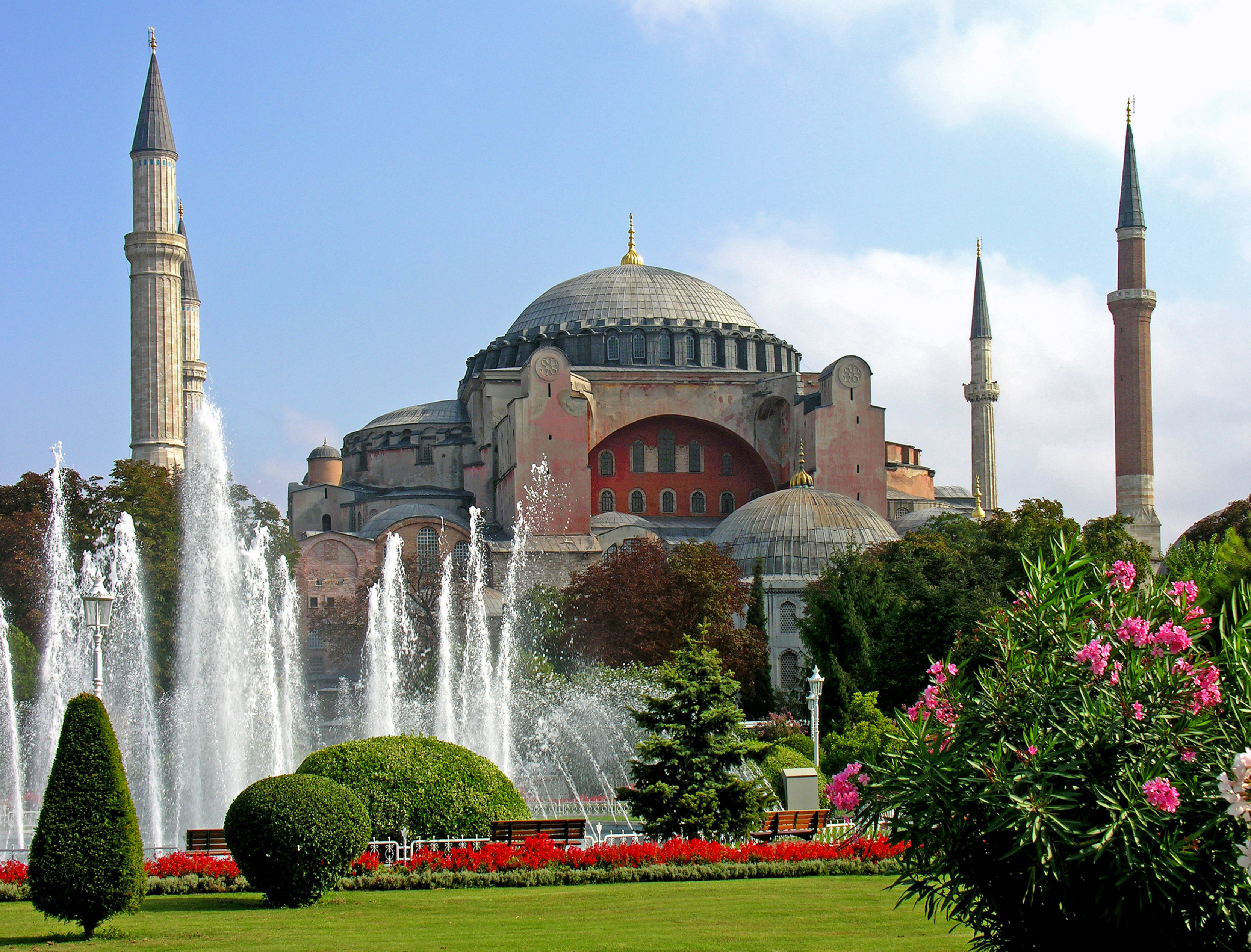
Hagia Sophia, ehemals eine der größten orthodoxen Kirchen

## Bezeichnung
Alle heutigen autokephal-nationalen orthodoxen Kirchen auf dem Balkan, in Griechenland, Kleinasien, Syrien und Russland entstanden im hellenistischen Kulturraum oder wurden von dorther gegründet und standen bis zur muslimischen Eroberung Konstantinopels im Jahre 1453 unter der Verwaltung der byzantinischen Reichskirche. Von ihnen zu unterscheiden sind einerseits die mit der römisch-katholischen Kirche unierten Kirchen östlicher Riten, andererseits die sogenannten altorientalischen Kirchen. Zusammenfassend werden orthodoxe, unierte und altorientalische Kirchen oft als Ostkirche bezeichnet. Der Begriff Ostkirche ist dabei lediglich ein geografischer Sammelbegriff und bezeichnet nicht eine als Einheit verstandene Gruppe von Kirchen, da beispielsweise die orthodoxen Kirchen mit den unierten Kirchen nicht in Kommuniongemeinschaft stehen.
In den orthodoxen Kirchen werden verschiedene Bezeichnungen verwendet, die die orthodoxe Identität ausdrücken: orthodoxe Kirche, orthodoxe katholische Kirche, östlich-orthodoxe Kirche, Ostkirche, griechisch-orthodoxe Kirche (Letzteres bezieht sich in diesem Fall nicht auf Griechenland, sondern auf den griechischen Kulturraum, in dem die Kirche entstanden ist).

### Sonstige Bezeichnungen im deutschsprachigen Raum
Griechisch-Orientalisch ist in Österreich ein rechtlicher Sammelbegriff für die russischen, serbischen, rumänischen, bulgarischen und griechischen Gemeinden (die kirchlich von dem jeweiligen Patriarchat abhängen). Im Fürstentum Liechtenstein lautet der entsprechende rechtliche Sammelbegriff „christlich-orthodox“.

### Selbstbezeichnung
Die eigentliche Bezeichnung aus Sicht der orthodoxen Kirche selbst ist im Glaubensbekenntnis genannt: altgriechisch ἡ μία, Ἁγία, Καθολικὴ καὶ Ἀποστολικὴ Ἐκκλησία hē mía, Hagía, Katholikē kai Apostolikē Ekklēsía, deutsch ‚die eine, heilige, allumfassende und apostolische Kirche‘. Oft wird das Wort „allumfassend“ missverständlich mit „katholisch“ wiedergegeben.
Die Bezeichnung Konfession ist der Orthodoxie eher fremd. Begriffe wie griechisch-orthodox oder russisch-orthodox sollten nach Meinung einiger Autoren für die Konfession nicht verwendet werden, da sich orthodoxe Christen nicht als „russisch-orthodox“ oder „bulgarisch-orthodox“ verstehen, auch nicht als „Teil der einen Kirche“ (da ja Jesus Christus auch nicht die Summe einzelner Teile ist, sondern eine unteilbare Einheit), sondern als unmittelbaren Ausdruck der „ganzen einen Kirche“. Das hindert die Gläubigen aber nicht daran, jeweils durch Ort, nationale Zugehörigkeit, Sprache und Tradition z. B. an die russische orthodoxe Kirche oder die bulgarische orthodoxe Kirche gebunden zu sein.
Die Bezeichnungen griechisch-katholisch oder griechische Kirche für die Orthodoxie sind historisch (18./19. Jahrhundert). Heute bezeichnet „griechisch-katholisch“ die wieder rom-unierten  byzantinischen Riten.

## Geschichte

### Ursprünge

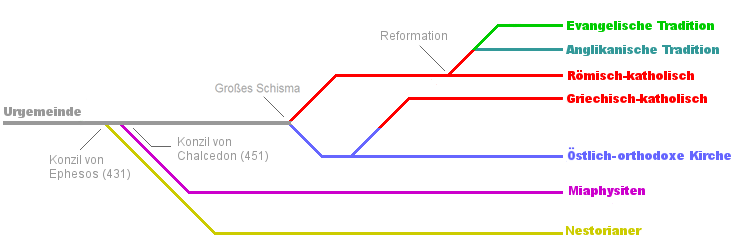
Entwicklung des Christentums

Die kirchlichen Traditionen und Lehren der orthodoxen Kirchen gehen auf Jesus Christus zurück und fanden ihre volle Ausprägung im byzantinischen Reich mit dessen Zentrum Byzanz bzw. Konstantinopel. Deshalb spricht man auch von der „griechischen Kirche“ im Gegensatz zur lateinischen Kirche bzw. römischen Kirche. Der Sammelbegriff Ostkirchen ist, vor allem in Westeuropa, ebenfalls gebräuchlich, schließt aber auch andere im östlichen Mittelmeerraum beheimatete Kirchen ein, die sich theologisch oder liturgisch von der Orthodoxie byzantinischer Tradition unterscheiden – nämlich die meist in der Neuzeit entstandenen „katholischen Ostkirchen“, die seit dem Konzil von Chalkedon von der Reichskirche getrennten altorientalischen Kirchen (die auch als orientalisch-orthodoxe oder als monophysitische bzw. miaphysitische Kirchen bezeichnet werden, im Fall der syrisch-orthodoxen Kirche auch als „Jakobiten“) sowie die Apostolische Kirche des Ostens (die auch als nestorianische Kirche bezeichnet wird).
Bei den orthodoxen Kirchen handelt es sich um eine Gruppe von Kirchen, die in Kirchenverständnis, Lehre und Kult weitgehend übereinstimmen und ein starkes Zusammengehörigkeitsgefühl haben. Sie betrachten sich nicht jeweils als Teil einer einzigen Kirche, sondern als unmittelbaren Ausdruck der einen Kirche. Sie erheben den Anspruch, sich im Unterschied zu den westlichen Kirchen dogmatisch ausschließlich an den Beschlüssen der sieben ökumenischen Konzile zwischen 325 und 787 zu orientieren. Bibel- und Liturgiesprache der Orthodoxie ist die jeweilige Landessprache oder eine ältere Form derselben, wie etwa Altgriechisch oder Kirchenslawisch, eine alte slawische Sprachform. Außer der griechischen Tradition ist bei den orthodoxen Kirchen des byzantinischen Ritus vor allem die slawische bedeutend, da slawische Gebiete im frühen Mittelalter das Christentum besonders von Byzanz übernahmen und sich auch später eher auf Konstantinopel als auf Rom bezogen. Eine weitere bedeutende Kulturgruppe in der Orthodoxie bilden die aramäischen Christen.

### Moderne
Die orthodoxen Kirchen sind nach der römisch-katholischen Kirche die zweitgrößte christliche Konfession, gefolgt von den Kirchen der Anglikanischen Gemeinschaft, der Weltgemeinschaft Reformierter Kirchen und des Lutherischen Weltbundes. Nur die Pfingstbewegung wäre noch größer, der nach Angaben des US-amerikanischen International Bulletin of Missionary Research 2011 271 Millionen Menschen angehörten.
Um 1830 hatten die Orthodoxen (seinerzeit „Griechisch[-katholisch]en Kirchen“) etwa 34 Millionen Angehörige, die „Orientalischen Häretiker“, wie man katholischerseits sagte, etwa 10 Millionen Gläubige (also zusammen 45 Millionen „Orientalen“); die „Occidentalen“ waren 175 Millionen, davon 120 Millionen Katholiken mit den unierten Griechen. Damit stellte die Orthodoxie seinerzeit 1⁄6 der um 200 Millionen Christen und 3 % der Weltbevölkerung (seinerzeit auf 1 Milliarde geschätzt).
Die großen Migrationsbewegungen seit der zweiten Hälfte des 20. Jahrhunderts ließen in den meisten Ländern der Welt orthodoxe Diasporagemeinden der verschiedenen Landeskirchen entstehen. Diese Entwicklung verstärkte den bereits 1902 angestoßenen Vorbereitungsprozess für ein allorthodoxes Konzil. Im März 2014 wurde dieses Konzil für 2016 in Istanbul angekündigt. Infolge von Spannungen zwischen Russland und der Türkei berief eine allorthodoxe Versammlung im Januar 2016 das Panorthodoxe Konzil für den 18. bis 26. Juni 2016 nach Heraklion auf Kreta ein, wo 156 Delegierte aus zehn autokephalen Kirchen teilnahmen und vier Kirchen abgesagt hatten: die Patriarchate von Antiochien, Georgien, Bulgarien und Russland.

## Organisation
Beispiele für die einzelnen Organisationstypen siehe Liste der Ostkirchen. Dieser Artikel ist eine Liste mit (nach Möglichkeit) allen orthodoxen Kirchen, die meist auch eigene Artikel haben, die dort verlinkt sind.

### Kanonische Kirchen
Die orthodoxen Kirchen unterscheiden zwischen kanonischen und nicht-kanonischen Kirchen. Kanonische Kirchen sind autokephale und autonome Kirchen, die in voller Kommunion mit dem ökumenischen Patriarchat von Konstantinopel und den anderen kanonischen Kirchen stehen. Nicht-kanonische Kirchen haben sich irgendwann aus theologischen oder politischen Gründen von der Kommunion mit dem ökumenischen Patriarchat oder einer kanonischen Kirche getrennt.
Im Verständnis der kanonischen orthodoxen Kirchen stehen nur diese selbst in der vollen apostolischen Sukzession, weshalb nur in ihnen die ganze Fülle der Sakramente zu finden sei. Theologische Aussagen über andere Kirchen und den Heils- oder Unheilsstatus ihrer Mitglieder werden in der orthodoxen Kirche jedoch so weit wie möglich vermieden.

### Autokephale und autonome Kirchen

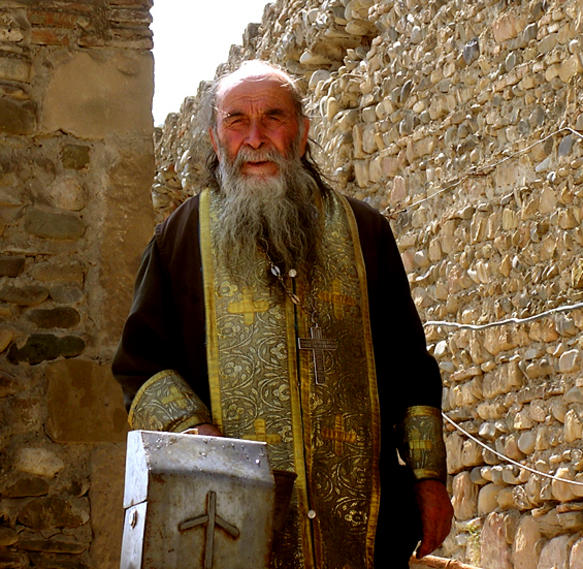
Georgischer Priester in seinem Ornat

In den orthodoxen Kirchen wird zwischen autokephalen und autonomen Kirchen unterschieden. Autokephale Kirchen sind rechtlich und geistlich völlig selbständig und wählen ihr Oberhaupt selbst. Ihnen unterstehen mitunter weitere Kirchen oder Diözesen in anderen Ländern (besonders den Patriarchaten von Konstantinopel und Moskau). Autonome Kirchen sind zwar bezüglich innerer Angelegenheiten bis zu einem gewissen Grade auch selbstständig, aber in mancher Hinsicht von einer anderen autokephalen Kirche abhängig.
Eine autokephale Kirche kann, je nach Größe und historischer Bedeutung, den Titel Patriarchat, Erzbistum oder Metropolie tragen und wird entsprechend von einem Patriarchen, Erzbischof oder Metropoliten geleitet. An der Spitze einer autonomen Kirche steht ein Erzbischof oder ein Metropolit.

### Verschiedene orthodoxe Kirchen in Westeuropa und Nordamerika
Die verschiedenen orthodoxen Gemeinden in Westeuropa und Nordamerika sind jeweils oft der heimatlichen Kirche oder auch dem Ökumenischen Patriarchat von Konstantinopel unterstellt. Dies widerspricht eigentlich dem orthodoxen Kirchenrecht, nach dem in jedem Gebiet nur eine orthodoxe Kirche existieren soll. Dies wird aber wegen der besonderen Situation der großen Zahlen an Migranten mit Bedarf an muttersprachlicher Seelsorge erduldet (altgriechisch κατ’ οἰκονομίαν kat' oikonomían, deutsch ‚nach dem Prinzip der Hausverwaltung, mit Nachsicht, mit Milde‘, im Kontrast zu ἀκρίβεια akríbeia, deutsch ‚Genauigkeit‘). Ein zweites Argument hierfür ist, dass man in einem seit alters her römisch-katholischen Gebiet keine vollgültige Parallelkirche errichten möchte, da ja (wie weiter unten erklärt wird) die Orthodoxen solches umgekehrt auch in ihren eigenen Ländern ablehnen.

### Rechtliche Stellung der Bischöfe
In den orthodoxen Kirchen sind alle Bischöfe rechtlich und geistlich gleichgestellt; ein Patriarch, Metropolit oder Erzbischof hat gegenüber einem Bischof keine höhere Autorität und keine Jurisdiktion im Gebiet eines anderen Bischofs, steht den Bischöfen seines Gebiets aber als Primus inter pares („Erster unter Gleichen“) vor und vertritt die Kirche nach außen. Für eine ganze Kirche bindende Entschlüsse können aber nur von der Gemeinschaft der Bischöfe an einem Konzil oder einer Synode getroffen werden. Innerhalb seines Gebiets hat jeder Bischof die geistliche Jurisdiktion.

### Kirchenverständnis
Die orthodoxen Kirchen verstehen sich als die ursprüngliche Kirche, von der sich alle übrigen Kirchen im Laufe der Geschichte abgespalten bzw. entfernt hätten (so auch die römisch-katholische Kirche). Daher verstehen sich die orthodoxen Kirchen auch als geistliche Heimat aller Christen in ihren jeweiligen Gebieten und sehen mit Befremden auf die zahlreichen evangelischen Konfessionen, insbesondere wenn diese auf dem eigenen Gebiet Parallelkirchen eröffnen. Auch für die Errichtung von Unierten Kirchen in Einheit mit Rom und von Bistümern der lateinischen Kirche in orthodoxen Ländern herrscht wenig Verständnis. Vor allem die russisch-orthodoxe Kirche verteidigt ihr kanonisches Territorium und wirft der römisch-katholischen Kirche Proselytismus vor. Aus katholischer Perspektive gesehen wird hingegen auf Gläubige der römisch-katholischen Kirche Druck ausgeübt, damit sie sich der Orthodoxie zuwenden.
Die orthodoxen Kirchen betonen den Wert der Einheit des Christentums, fast alle von ihnen haben sich dem Ökumenischen Rat der Kirchen angeschlossen und führen einen ökumenischen Dialog zwecks Annäherung mit der römisch-katholischen, den altkatholischen, den anglikanischen und evangelischen sowie den anderen orientalischen Kirchen. Sie lehnen es andererseits ab, sich durch Mehrheitsbeschluss Werte und Praktiken aufzwingen zu lassen, die nicht ihren Traditionen entsprechen (beispielsweise Frauenordination, Interkommunion, inklusive Sprache in der Liturgie, Befreiungstheologie).

### Weihe und Amt
Das Sakrament der Handauflegung (Cheirotonie), das Weihesakrament, ist in drei Stufen aufgeteilt: Diakonat, Presbyterat und Episkopat. Die Weihe zum Priester und Bischof können nur Männer empfangen, die sakramentale Weihe zum Diakon ist prinzipiell auch Frauen möglich (Diakonin), in der Praxis jedoch sehr selten. Lediglich Bischöfe, die meist (fast immer) Mönche sind, sind zum Zölibat verpflichtet. Auch verwitwete Priester können zum Bischof gewählt und geweiht werden. Priester und Diakone dürfen verheiratet sein, allerdings muss die Eheschließung vor der Weihe zum Diakon erfolgt sein. Wenn sie Witwer werden oder sich von ihrer Frau trennen, besteht keine Möglichkeit für eine zweite Heirat, denn in der Orthodoxie gilt ebenso wie im Katholizismus, dass die Priesterweihe ein Ehehindernis darstellt. Neben dem Weihesakrament kennen die orthodoxen Kirchen auch die sogenannten niederen Weihen (Cheirotesie) zum Lektorat und zum Subdiakonat (Hypodiakonat). Auch die Mönchsweihe wird als eigenes Sakrament betrachtet.
Die Ämter sind in eine kirchliche Hierarchie eingebunden: An der Spitze steht der Patriarch oder Metropolit (d. h. Erzbischof) als Primus inter pares im Kollegium der Bischöfe (Singular [Sg.] griechisch επίσκοπος episkopos, eigentlich „Aufseher“). Dem Bischof unterstellt sind die Priester (Sg. πρεσβύτερος presbýteros, deutsch ‚Älterer‘), die zuweilen den Ehrentitel „Erzpriester“ (Sg. αρχιπρεσβύτερος archipresbýteros) führen, und die Diakone (Sg. διάκονος diákonos, deutsch ‚Helfer, Diener‘). Die im Deutschen verwendete Bezeichnung Pope für den Priester ist durchaus üblich und prinzipiell als neutral zu verstehen. Bisweilen wird ihr aber auch eine herabsetzende Konnotation zugeschrieben.
Subdiakon, Lektor, Kantor und Türhüter sind weitere Ämter ohne sakramentale Weihe, die ihren Ursprung in der frühchristlichen Liturgie haben, heute aber zum Teil andere Funktionen haben als die Namen nahelegen. Die Diakoninnen waren hauptsächlich für die Vorbereitung und Assistenz bei der Taufe von Frauen zuständig – es galt als ungeziemend, wenn ein männlicher Priester eine Frau bei der Taufe im Wasser berührte, ferner waren sie während der Messe für die Spendung der heiligen Kommunion zuständig. Diakoninnen können sowohl sakramental, als auch nicht sakramental geweiht werden, wobei eine sakramentale Weihe heute im Gegensatz zur byzantinischen Zeit sehr selten ist. Das Diakoninnenamt wurde unter anderem mit der Abnahme der Erwachsenentaufen immer unbedeutender, so dass es nach dem Ende des byzantinischen Reiches nahezu verschwand. In seltenen Fällen wurden aber auch in der Neuzeit Diakoninnen sakramental geweiht, so zum Beispiel vom Heiligen Nektarios. In einigen orthodoxen Kirchen wird heute über eine allgemeine Wiedereinführung diskutiert, bisher jedoch ohne konkrete Ergebnisse. Seit 2004 sind jedoch in der orthodoxen Kirchen in Griechenland, soweit der jeweilige Ortsbischof einverstanden ist, Diakoninnen durch Entscheid des Heiligen Synods zugelassen.
Im Gegensatz zu westlichen Kirchen sind in der orthodoxen Kirche traditionell die meisten Theologen, in deren Hand auch ein großer Teil der Lehre liegt, Laien und nicht Kleriker, und umgekehrt die Mehrzahl der Priester keine Theologen; die Priesterausbildung ist manchmal kurz und praxisorientiert, sie findet nicht an Universitäten statt. Sozialdienste gelten ebenfalls als Aufgabe vor allem der Laien, in mehrheitlich orthodoxen Ländern auch als Aufgabe des Staates, nicht als Aufgabe der kirchlichen Hierarchie. Auch die Mönche sind nur selten Priester. Ordensgemeinschaften wie in der Westkirche gibt es in der Orthodoxie nicht, sondern jedes einzelne Kloster ist nach innen und außen selbständig. Allerdings gibt es oft eine informelle Zusammenarbeit zwischen Klöstern mit ähnlicher geistlicher Orientierung und gemeinsamer Gründungstradition. Während verschiedene Ordenstraditionen der lateinischen Kirche grobe Entsprechungen im orthodoxen Bereich haben, werden die Bettelorden als Entartung abgelehnt.
Mit Ausnahme der relativ seltenen Weihe von Diakoninnen gibt es keine Frauenordination. Frauen können prinzipiell sämtliche Funktionen in der Gemeinde mit Ausnahme des Altardienstes ausüben, zum Beispiel Kirchenrat, Chorleitung, Lektorendienst, katechetischen Unterricht erteilen (auch für Erwachsene), Ikonen malen – je nach lokaler Kultur ist die Beteiligung der Frauen am Gemeindeleben jedoch unterschiedlich. Die Ehefrau des Priesters hat eine Sonderstellung in der Gemeinde und einen speziellen Titel, arabisch Khouria und griechisch πρεσβυτέρα presbytéra, deutsch ‚Ältere‘ oder russisch матушка matuschka, deutsch ‚Mütterchen‘. Laut Kirchenrecht darf sie vor Eingehen der Ehe mit einem Priester nicht geschieden sein.

### Kirche und Staat
Die orthodoxe Kirche pflegt in den meisten Ländern Osteuropas eine harmonische Symphonia zum Staat, einen „Zusammenklang“, dies im Gegensatz zur heutigen Trennung von Kirche und Staat in den katholisch oder evangelisch geprägten Staaten Westeuropas.

## Theologie

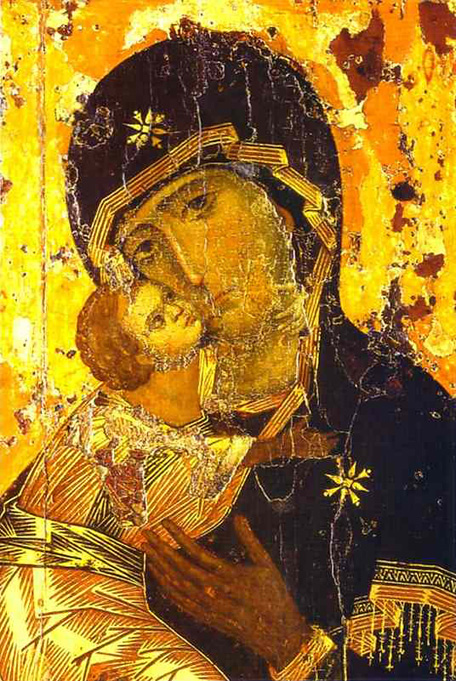
Die Muttergottes von Wladimir, eine der meistverehrten Ikonen Russlands.

Die Theologie der orthodoxen Kirchen ähnelt in vieler Hinsicht derjenigen der römisch-katholischen Kirche, im Detail gibt es allerdings diverse kleine Unterschiede. So sind nach römisch-katholischer Lehre die Kirchenväter der katholischen und orthodoxen Kirche dieselben, da sich die Trennung erst 1054, also aus römisch-katholischer Sicht lange nach dem Tode des letzten Kirchenvaters vollzog. Die Orthodoxen selbst kennen allerdings keine zeitliche Abgrenzung des Begriffs Kirchenvater, sondern sie bezeichnen auch herausragende Theologen späterer Zeiten so.
Viele frühe westliche Theologen hatten die römische juristisch-rhetorische Ausbildungstradition durchlaufen und gingen mit Denkkategorien aus der Rechtspflege, wie etwa Verbrechen, Strafe und Begnadigung, an die theologischen Fragestellungen heran. In der östlichen Kirche war dies so nicht der Fall; sie hatte eine größere Anzahl von frühen „Vätern“ recht unterschiedlicher ethnischer, sozialer und beruflicher Herkunft, die je einzeln betrachtet jedoch deutlich weniger bemerkenswert und prägend waren als die westlichen. Die östliche Theologie neigt dazu, in medizinischen Kategorien zu denken, wie beispielsweise Krankheit und Heilung. Sie ist auch stärker subjektivistisch geprägt und kann mit der objektivierenden aristotelischen Methode weniger anfangen als die westliche Theologie.
Ein weiterer Hauptunterschied ist vermutlich, dass die Orthodoxen insgesamt eine weniger positive Sicht der „heidnischen“ griechischen Philosophie haben – vor allem fehlt die im Katholizismus sehr verbreitete Hochschätzung des Aristoteles – und somit auch deren Denkweise weniger als ein geeignetes Vehikel der christlichen Theologie sehen als die Katholiken, obwohl eine bedeutende orthodoxe Dogmatik von dem Aristoteliker Johannes von Damaskus verfasst worden ist, der in dieser Hinsicht aber eine Ausnahme darstellt. Gegenüber der Philosophie in griechischer Tradition werden von den Orthodoxen das Erbe Israels und die direkte spirituelle Erfahrung stärker betont. Daraus ergibt sich, dass viele Bereiche der Theologie bewusst im Vagen gelassen werden; beispielsweise wird bei der Eucharistie zwar eine „Veränderung“ der Elemente bekannt, die Lehre von der Transsubstantiation aber abgelehnt, und auch die Mariologie ist in der Orthodoxie zwar in der Liturgie klar vorhanden, aber kaum formell dogmatisiert.
Der griechischstämmige amerikanische Baptist James J. Stamoolis fasste die wesentlichen theologischen Unterschiede zwischen Ost und West im Jahr 1986 in seinem Buch „Eastern Orthodox Mission Theology Today“ so zusammen: die Orthodoxe Kirche teile nicht das Menschenbild des Augustinus von Hippo noch die Erlösungslehre des Anselm von Canterbury noch die Methodik des Thomas von Aquin.
In den orthodoxen Kirchen basiert die Textausgabe des Alten Testaments auf der Septuaginta und umfasst einen umfangreicheren Schriftenkanon, der allerdings nie formell definiert worden ist und auch kleine Abweichungen zwischen den einzelnen orthodoxen Kirchen kennt. Neben den auch von der römisch-katholischen Kirche anerkannten Spätschriften des Alten Testaments werden im Allgemeinen auch das 3. Buch Esra (1 Esdras), das 3. Buch der Makkabäer und der sogenannte 151. Psalm als kanonisch betrachtet; das 4. Buch der Makkabäer erscheint oft als Anhang, das 4. Buch Esra (2 Esdras, nicht zu verwechseln mit der Esra-Apokalypse) nur teilweise in den slawischen Kirchen, und ohne die wahrscheinlich von Christen nachträglich hinzugefügten Anfangs- und Schlusskapitel der lateinischen Version dieses Buches.
Die Spiritualität (im engeren Sinn) der orthodoxen Christenheit ist geprägt durch die Lehren der Wüstenväter und weist bestimmte Grundkonstanten auf, innerhalb derer es wenige allgemeine Variationen gibt. Im Zentrum orthodoxer Spiritualität steht das Ziel der Errettung durch die Theosis, also durch die Vergottung des einzelnen. Nach westlichen Maßstäben ist die ostkirchliche Spiritualität als kontemplativ zu bezeichnen. Charakteristisch sind das repetitive Gebet, wie das Jesusgebet, die Ikonenverehrung und Hymnen.

## Sakramente
Die orthodoxen Kirchen kennen sieben Mysterien (= Sakramente):
- Mysterium der Erleuchtung (Taufe)
- Mysterium der Versiegelung (Myronsalbung), folgt unmittelbar auf die Taufe, entspricht aber der katholischen Firmung
- Mysterium des Heiligen und Kostbaren Leibes und Blutes des Herrn (Eucharistie; Kommunion)
- Mysterium der Sündenvergebung (Bußsakrament)
- Mysterium der Handauflegung (Weihesakrament)
- Mysterium der Krönung (Ehesakrament)
- Mysterium des Heiligen Öls (Krankensalbung)

Die Siebenzahl wurde erst um die Reformationszeit von der katholischen Kirche übernommen, um sich von protestantisierenden Tendenzen in den eigenen Reihen abzugrenzen, und ist nicht dogmatisch festgelegt; eine klare Abgrenzung zwischen Sakramenten und Sakramentalien (wie beispielsweise Begräbnis und Wasserweihe) gibt es im Gegensatz zur katholischen Kirche nicht.
Da die Myronsalbung und die Erstkommunion unmittelbar nach der Taufe empfangen werden, kennt die orthodoxe Kirche im Gegensatz zu den meisten Religionen der Welt kein Übergangsritual, das meist an der Schwelle des Übergangs vom Kind zum Erwachsenen steht; es gibt aber viele lokale Traditionen dieser Art, in Rumänien und in Teilen Griechenlands, Serbiens und Bulgariens etwa das Tauchen und Heraufholen eines Kreuzes aus einem eiskalten Fluss durch Jugendliche am Tag der Taufe Christi, dem Theophaniefest am 6. Januar.

## Byzantinische Liturgie
Im Mittelpunkt der orthodoxen Spiritualität steht die reiche, hauptsächlich gesungene Liturgie voller Symbolik, deren heutige Form größtenteils bis ins 4. Jahrhundert zurückgeht, in ihrer Grundstruktur wohl sogar bis ins 1. und 2. Jahrhundert. Im orthodoxen Sprachgebrauch bedeutet Liturgie (russisch литургия liturgija) vor allem den eucharistischen Gottesdienst. Andere liturgische Handlungen heißen einfach Gottesdienst (служба sluschba). Die Form des ersten Teils der Liturgie, die sogenannte Liturgie der Katechumenen mit Lesungen und Gebeten (Ektenien), geht auf den jüdischen Synagogengottesdienst zurück, wie er zur Zeit Jesu üblich war, während der zweite Teil, die Liturgie der Gläubigen (Eucharistiefeier), im Wesentlichen christlichen Ursprungs ist, auch wenn manche hier Anleihen beim jüdischen Tempelgottesdienst sehen; dies ist aber kaum zu beweisen, da viele Details des Tempelgottesdienstes heute nicht mehr bekannt sind. Die Namen beziehen sich darauf, dass früher alle noch nicht getauften Glaubensanwärter nach der Liturgie der Katechumen die Kirche verlassen mussten („Arkandisziplin“). In dem dreigeteilten Kirchenraum – bestehend aus Vorhalle, Kirchenschiff und Altarraum – durften sich Büßer und Katechumen nur in der Vorhalle (Narthex) aufhalten.

### Arten
Dem orthodoxen Kirchenverständnis nach ist Kirche überall dort, wo Eucharistie gefeiert wird. Jede christliche Gemeinde, die sich um ihren Bischof oder den von ihm beauftragten Priester zur Eucharistiefeier versammelt, erfährt die lebendige Gegenwart Jesu Christi und durch ihn die Gemeinschaft mit dem dreifaltigen Gott, mit den Engeln und mit der großen Schar der Heiligen. Die Gemeinde der Gläubigen wird durch den Empfang der eucharistischen Gaben zum Leib Christi.
Die ursprüngliche Liturgie dauerte fünf Stunden, die Basilius-Liturgie dauert etwa zweieinhalb, die Chrysostomos-Liturgie ab dem 11. Jahrhundert etwa eineinhalb Stunden. An den meisten Sonntagen wird die Chrysostomos-Liturgie gefeiert, an hohen Feiertagen und am Basiliustag die Basilius-Liturgie. Daneben gibt es noch die „Liturgie der vorgeweihten Gaben“, die an den Werktagen der Fastenzeit gefeiert wird, und die kürzere und einfachere Jakobus-Liturgie, die jedoch nur noch im Patriarchat Jerusalem und nur am Jakobus-Tag verwendet wird. Typisch für die Liturgie ist der häufige Anruf Kyrie eleison (altgriechisch Κύριε ἐλέησον ‚Herr, erbarme dich‘).
Alle orthodoxen Liturgien benötigen zur vollen Feier neben dem Priester (oder Bischof) noch einen Diakon. Dieser assistiert dem Priester, und die Struktur des abwechselnden gegenseitigen Ansprechens dient beiden als Gedächtnisstütze. Notfalls kann die Göttliche Liturgie aber auch in einer vereinfachten Form ohne Diakon gefeiert werden.
Zu den Gottesdiensten (die nicht Liturgie genannt werden) gehört z. B. der Orthros (entspricht den Laudes der Westkirche) und weiteren Gebeten kann der Gottesdienst auch an normalen Wochentagen etwa einige Stunden lang sein, wobei nicht alle Gläubigen von Anfang bis Ende dabei sind, späteres Erscheinen und früheres Verlassen des Gottesdienstes sind relativ normal.

### Gesang
Besonderen Stellenwert in der orthodoxen Liturgie haben die Gesänge, die wie in der Westkirche eine Form des Gebets sind. Der Gebrauch von Instrumenten ist demzufolge besonders in griechisch-orthodoxen Kirchen nicht gestattet, weil Instrumente nicht beten können. Auch in anderen orthodoxen Kirchen ist Instrumentalmusik unüblich. Im Judentum war religiöse Instrumentalmusik auf den Tempel beschränkt, in der Synagoge wurde nur gesungen, was ebenfalls Spuren in den orthodoxen Bräuchen hinterlassen haben könnte. Eine andere Theorie für die Ablehnung der Instrumentalmusik geht auf die bei den römischen Zirkusspielen üblichen Orchester zurück; die Christen betrachteten die Zirkusspiele, in denen sie teilweise selbst die Opfer waren, als Götzenkult. Jedoch haben diese Anschauungen sich im Laufe der Zeit teils verändert. Die weltweit erste Orgel in einer orthodoxen Kirche wurde im Spätmittelalter in der Hagia Sophia von Konstantinopel installiert; beim Fall der Stadt wurde sie zerstört.

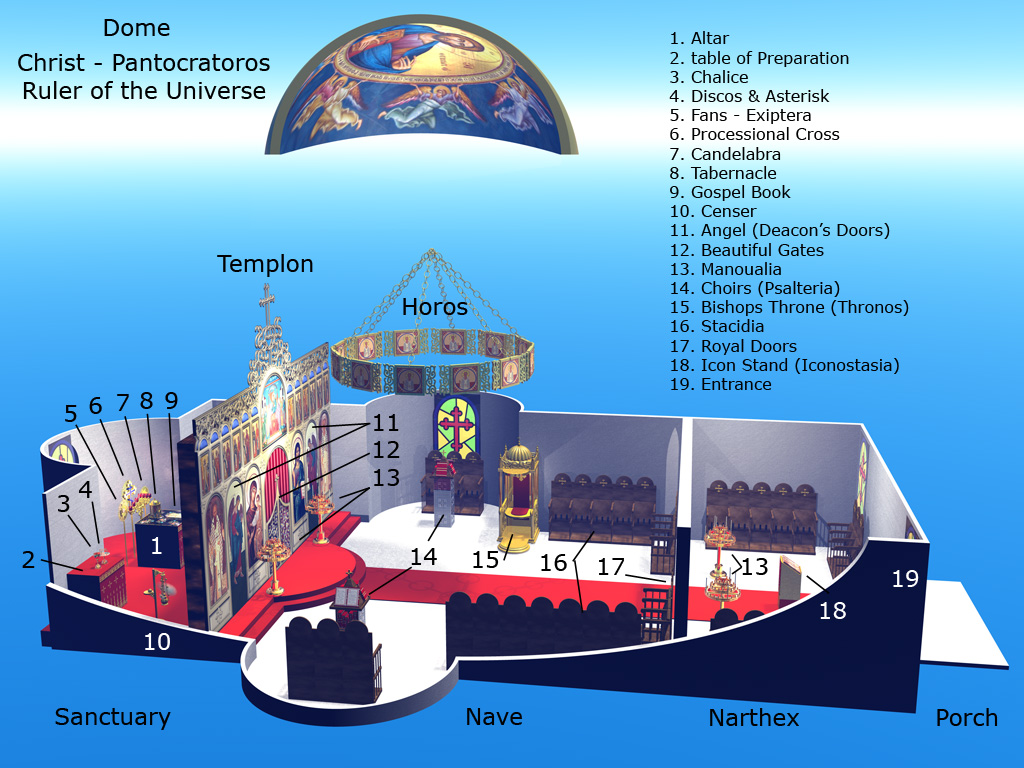
Der Innenraum einer typischen ostorthodoxen Kirche. Von links sieht man: a) die Heilige Stufe (Heiligtum oder Bema), b) Templon, c) Haupttempelsaal (Kirchenschiff), d) Narthex oder Brunnen (Narthex) und e) Veranda oder Hof (Veranda). Details von innen: 1. Heiliger Tisch, 2. Vorbereitungstisch oder die Nische der Heiligen Absicht (Proskomidi), 3. Kelch, 4. Heilige Scheibe und Sternchen, 5. Flügel (Exiptera), 6. Litaneikreuz, 7. Kerzenhalter, 8. Artoforio (Tabernakel), 9. Evangelium, 10. Weihrauchbrenner, 11. Tore (Diakontüren, d. h. die beiden Seitentüren der Ikonostase), 12. Das schöne Tor, 13. Handbücher, 14. Psalmen, 15. Bischofssitz, 16. Stasis und Sitzreihen (Stacidia), 17. Der Eingang von den Pronaos zur Haupthalle, 18. Ikonostase und 19. Der Haupteingang

## Kreuzzeichen

Das Kreuz, wie es häufig in der Orthodoxie (insbesondere Russland) anzutreffen ist

In der orthodoxen Liturgie bekreuzigt man sich jedes Mal, wenn die Dreifaltigkeit beziehungsweise jede der drei Personen der Dreifaltigkeit erwähnt werden, wenn das Kreuz oder eine Ikone verehrt wird und bei vielen weiteren Gelegenheiten, die aber nicht genau geregelt sind und von den Gläubigen nach eigenem Ermessen gehandhabt werden. Man bekreuzigt von der Stirn bis etwa zur Bauchmitte und anschließend von der rechten zur linken Schulter (im Gegensatz zum Brauch in der lateinischen Kirche, wo das Kreuzzeichen von der linken zur rechten Schulter ausgeführt wird). Ersteres gilt als die ältere Gewohnheit und soll anzeigen, dass das Kreuz aus der Perspektive des eigentlich Segnenden (das ist Christus) „richtig“, das heißt von links nach rechts aufliegt, daher wird die Bewegung spiegelverkehrt ausgeführt. Beim Bekreuzigen werden Daumen, Zeigefinger und Mittelfinger zusammengehalten (drei Finger für die Dreifaltigkeit), während Ringfinger und kleiner Finger an der Handfläche anliegen (als Symbol für die zwei Naturen Christi). Im Anschluss an das Kreuzzeichen wird von einigen orthodoxen Gläubigen die Handfläche auf das Herz gelegt. Manchmal erfolgt die Bekreuzigung im Zusammenhang mit einer Verbeugung (kleine Metanie) oder einer Prostration (große Metanie). Zum Abschluss der Liturgie erteilt der Priester den Segen, indem er das Kreuzzeichen über die Gemeinde zeichnet, oder indem er die Gläubigen, wie es in den meisten orientalischen Kirchen Brauch ist, mit einem Handkreuz segnet. Die Gläubigen begeben sich nach dem mit dem Segensspruch eingeleitetem Ende der Messe zum Priester, das gesegnete (aber nicht konsekrierte) Brot (Antidoron), in dem die urchristliche Praxis der Agapefeier fortlebt, zu erhalten und nehmen dieses mit einem Kuss auf die Hand des Priesters.

## Sonstige Besonderheiten

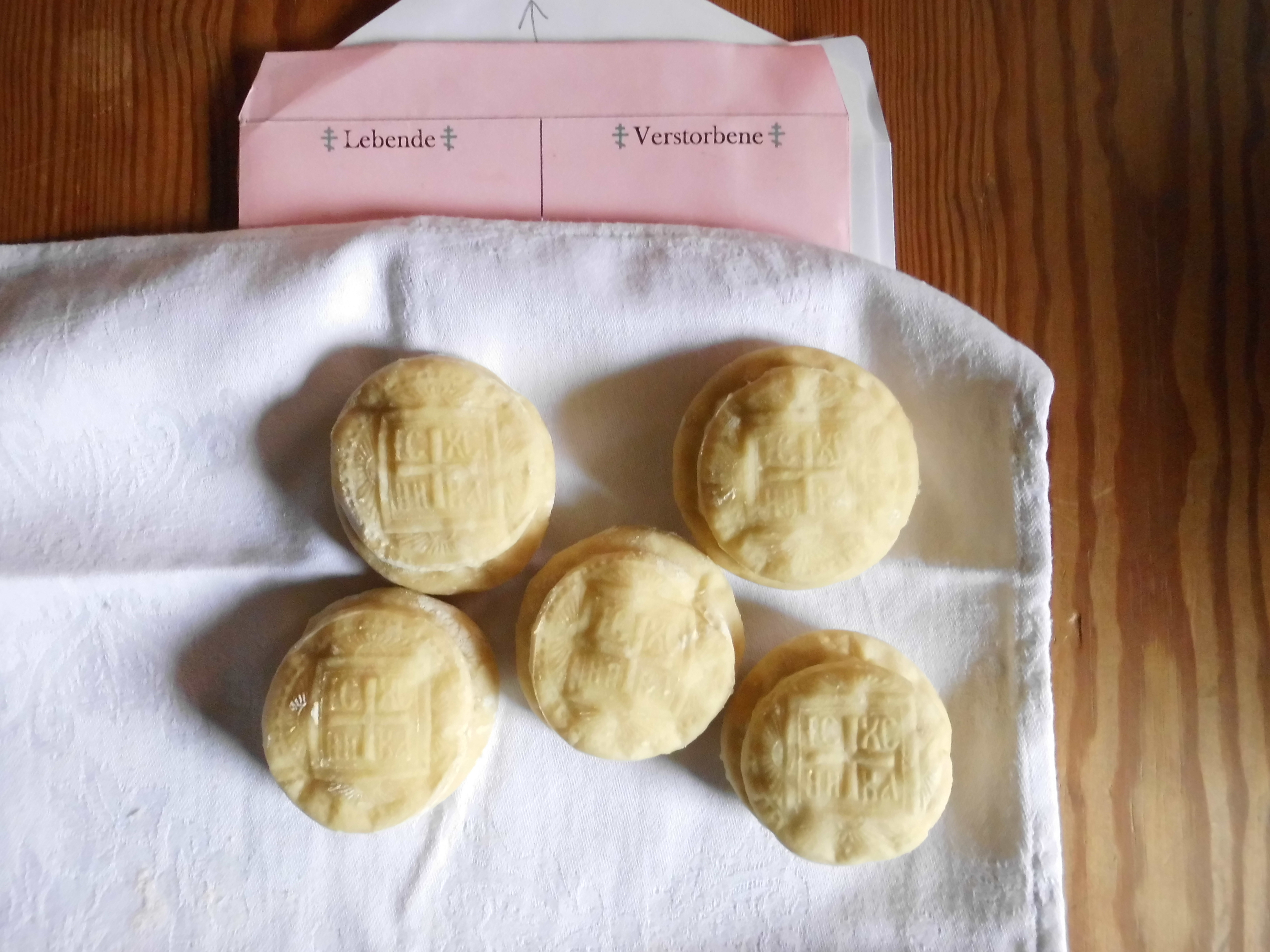
Prosphoren (Kloster Eisbergen)

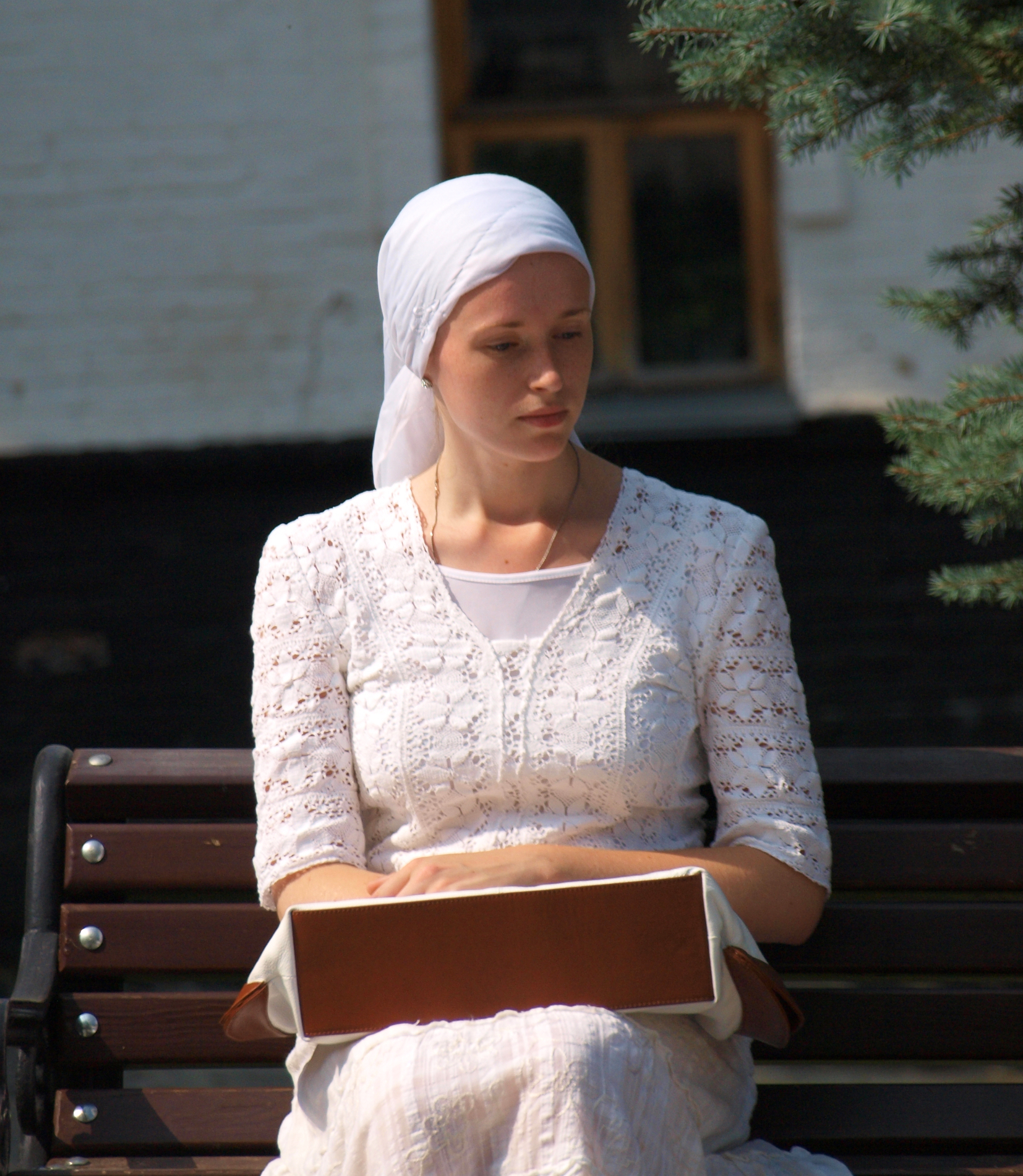
Orthodoxe Pilgerin im Kiewer Höhlenkloster. In östlichen Ländern (Ukraine, Russland) ist es üblich, dass Frauen und Mädchen ihre Haare bedecken, wenn sie eine Kirche oder ein Kloster betreten. In westlicheren Ländern (Griechenland, Zypern) ist dies dagegen nicht üblich.

Als eucharistische Materie wird in allen orthodoxen Kirchen gesäuertes Brot verwendet (Prosphora).
Gebetet wird prinzipiell stehend, auch in den Gottesdiensten wird meistens gestanden; einige Kirchen haben nur Bestuhlung entlang den Wänden für Alte und Schwache. Knien ist in der sonntäglichen Liturgie unüblich; an anderen Wochentagen gibt es in manchen Kirchen Niederwerfungen (Metanien). Männliche Kirchengänger müssen vor dem Eintritt in die Kirche ihre Kopfbedeckung ablegen, Frauen müssen ihre Haare mit einem Schleier oder einem Tuch bedecken (wird von den meisten griechisch- und arabisch-orthodoxen Frauen jedoch nicht mehr praktiziert). Ebenfalls gilt es als unüblich, dass Frauen in Hosen die Kirche betreten. Bei einem Besuch einer orthodoxen Kirche sollte man weder die Hände hinter dem Rücken verschränken noch die Arme vor der Brust verschränken. Dieser Gestus ist jedoch nicht zu verwechseln mit dem demütigen Gestus der vor der Brust gekreuzten Arme, wie er vor dem Kommunionempfang üblich ist.

## Feste und Kalender

### Feste
Das Hauptfest der Orthodoxie ist wie im ganzen Christentum das Osterfest. Das Datum des Osterfestes wird in allen orthodoxen Kirchen (mit Ausnahme der finnischen Kirche) nach dem julianischen Kalender berechnet. Von Zeit zu Zeit fällt es mit dem Osterdatum der Westkirche zusammen, öfter fällt es aber eine, vier oder fünf Wochen nach dem Osterfest der Westkirche.
Das Kirchenjahr der Orthodoxie beginnt am 1. September; an diesem Tag begann im byzantinischen Reich auch die neue Indiktion.
An zweiter Stelle nach dem Osterfest stehen die untereinander gleichrangigen sogenannten „zwölf Feste“:
- Geburt der Gottesgebärerin (entspricht Mariä Geburt) 8. September
- Kreuzerhöhung (ehemals eine Art Nationalfeiertag des byzantinischen Reiches, gewidmet der Verehrung des Kreuzes Christi) 14. September
- Darstellung der Gottesgebärerin im Tempel (entspricht Gedenktag Unserer Lieben Frau in Jerusalem) 21. November
- Geburt Christi 25. Dezember
- Taufe Christi oder Theophanie 6. Januar
- Begegnung Christi (Lk 2,22–39) (entspricht der Darstellung des Herrn) 2. Februar
- Verkündigung der Geburt Christi (Lk 1,26–38) (entspricht Verkündigung des Herrn) 25. März
- Einzug Christi in Jerusalem (entspricht Palmsonntag)
- Christi Himmelfahrt
- Pfingsten
- Verklärung des Herrn (Mt 17, 1–13) 6. August
- Entschlafung der Gottesgebärerin (entspricht Mariä Aufnahme in den Himmel) 15. August

Im orthodoxen Kirchenjahr gibt es vier längere Fastenzeiten:
- das Philippsfasten vor Weihnachten beginnt am 15. November
- das Große Fasten vor Ostern, beginnt zwischen dem 11. Februar und dem 14. März
- das Peter-und-Pauls-Fasten.
- das Fasten vor der Entschlafung der Gottesgebärerin

### Julianischer Kalender
Während die beweglichen Feste (wie beispielsweise Ostern und Pfingsten) in allen orthodoxen Kirchen (außer in Finnland) nach dem von Julius Caesar eingeführten julianischen Kalender gefeiert werden, hat ein Teil der Kirchen in den 1920er Jahren für die festliegenden Feste (wie zum Beispiel Weihnachten und Taufe Christi) den sogenannten neo-julianischen Kalender eingeführt, der bis zum Jahr 2800 dem westlichen gregorianischen Kalender entspricht. Andere Kirchen halten jedoch auch für diese Feste am julianischen Kalender fest, so dass beispielsweise Weihnachten in Griechenland am 25. Dezember, in Russland und Serbien jedoch erst am 7. Januar des gregorianischen Kalenders (dem „alten“ 25. Dezember) gefeiert wird. Diese Kalenderreform, die ziemlich spontan und ohne große Diskussion – und auch ohne Abstimmung der orthodoxen Kirchen untereinander – beschlossen wurde, war im 20. Jahrhundert stark umstritten und führte zur Abspaltung der Altkalendarier.

## Liste der orthodoxen Kirchen

Zeitleiste der Aufspaltung der orthodoxen Patriarchate und Kirchen. grün: anerkannte autokephale Kirchen; rot: nicht als autokephal anerkannte Kirchen; violett: Verselbstständigung des frühchristlichen Patriarchats von Rom unter den fünf Patriarchaten zur Römisch-Katholischen Kirche (Patriarchat von Konstantinopel nach der Kirchenunion von Florenz kurzzeitig mit Rom uniert, auch kurzzeitig bulgarisches Patriarchat von Tarnovo); grau: historischer Status unklar.

### Kanonische Kirchen
Heute gehören zur kanonischen orthodoxen Kirchenfamilie die folgenden Kirchen (in Reihenfolge ihres historischen Rangs):

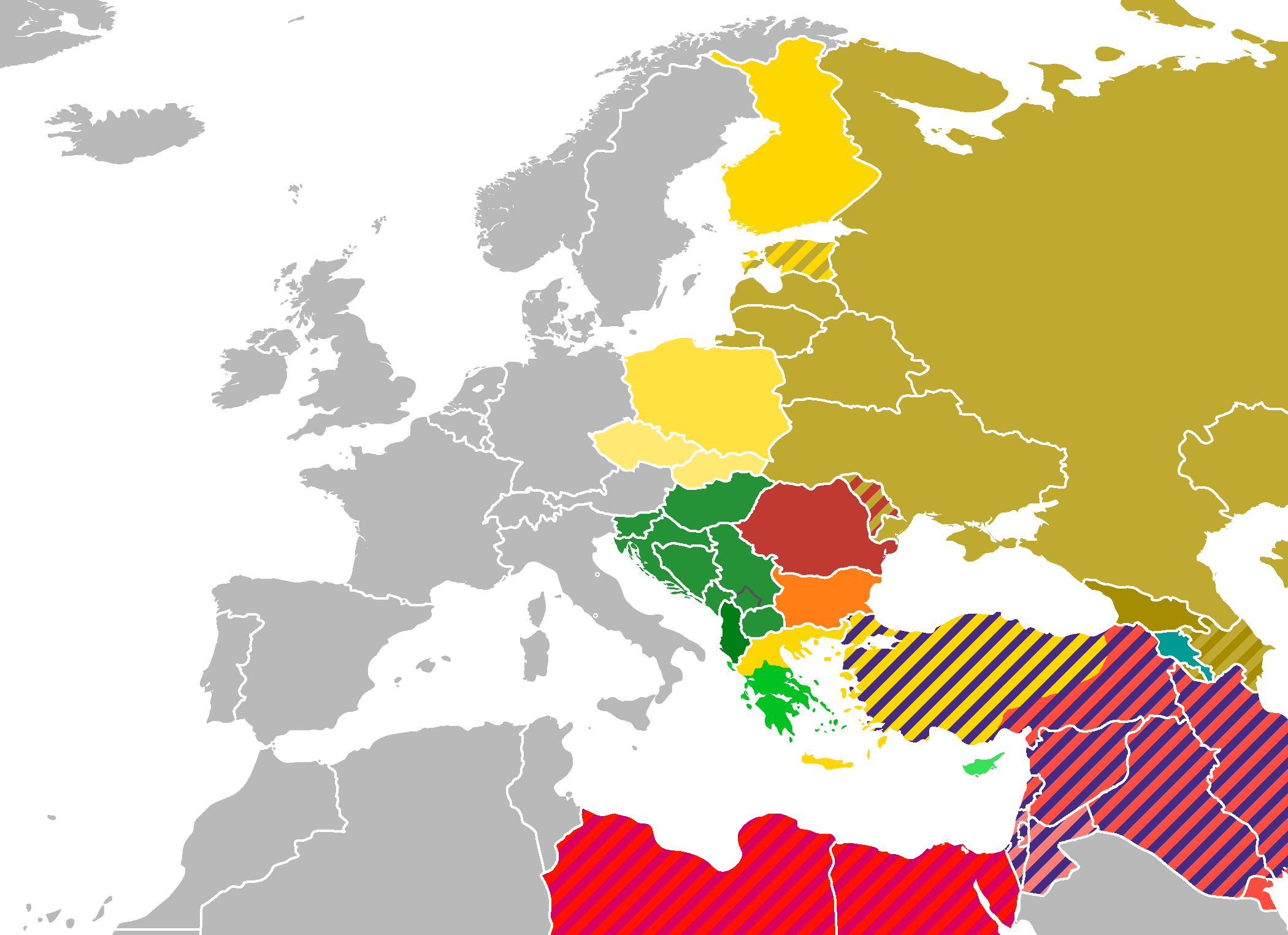
Byzantinisch-orthodoxe Kirchen in Europa; im Südosten Überschneidung mit orientalisch-orthodoxen Kirchen (koptisch magenta, syrisch purpur, armenisch türkis).

#### Patriarchate
Die vier (von fünf) verbliebenen altkirchlichen Patriarchate
- Ökumenisches Patriarchat von Konstantinopel (Sitz Istanbul), dessen heutige Kathedrale, die Georgskathedrale, sehr klein ist, das aber weltweit zuständig ist für lokale Bistümer und Erzbistümer, die keinem anderen Patriarchat unterstehen (z. B. Westeuropa, Amerika, Ostasien, Ozeanien), sowie für den Dodekanes und die 20 Klöster der Mönchsrepublik Athos. Nordgriechenland mit Thessaloniki und die nördlichen Ägäis-Inseln unterstehen dem Patriarchat geistig, aber nicht verwaltungstechnisch, Kreta als autokephale Provinz. Liturgie in altgriechischer Sprache (Koine). Der Patriarch ist kein „orthodoxer Papst“ und seine Macht über die Gesamt-Orthodoxie ist beschränkt, er wird jedoch als Ehrenoberhaupt der orthodoxen Kirche überall anerkannt und geschätzt.
- Patriarchat von Alexandrien und ganz Afrika, heutiger Sitz ist Kairo, Liturgie hauptsächlich Altgriechisch, jedoch auch einige afrikanische Sprachen
- Patriarchat von Antiochien und dem ganzen Osten, heutiger Sitz ist Damaskus, Liturgie bis ins 20. Jahrhundert auf Altgriechisch (Koine), heute meist modernes Arabisch
- Patriarchat von Jerusalem, zuständig für Israel, die Palästinensergebiete und Jordanien, Liturgie meist Altgriechisch.

Die Patriarchate der nachkaiserlichen Zeit
- Patriarchat von Georgien, Liturgie Georgisch
- Patriarchat von Bulgarien, Liturgie Kirchenslawisch
- Patriarchat von Moskau und der ganzen Rus, Liturgie Kirchenslawisch
- Patriarchat von Serbien, zuständig für Serbien, die christlich-orthodoxe Bevölkerung von Bosnien-Herzegowina, Kroatien und die Diasporagemeinden. Liturgie in modernem Serbisch, Gesänge in Kirchenslawisch
- Patriarchat von Rumänien, Liturgie in modernem Rumänisch.

#### Weitere autokephale Kirchen
Weitere autokephale Kirchen (bestimmen ihren Vorsteher und ihre Bischöfe selbst)
- autokephale orthodoxe Erzbistum von Zypern, Liturgie Altgriechisch
- autokephale orthodoxe Erzbistum von Griechenland (zuständig für den Großteil des griechischen Festlands), Liturgie Altgriechisch
- autokephale orthodoxe Erzbistum von Polen
- autokephale orthodoxe Kirche von Albanien, Liturgie in modernem Albanisch
- autokephale orthodoxe Erzbistum Tschechiens und der Slowakei
- Orthodoxe Kirche in Amerika, deren Autokephalie von der Russisch-Orthodoxen Kirche gewährt wurde, die aber von den übrigen autokephalen Kirchen nur als autonom anerkannt wird; Liturgie auf Englisch oder nach Herkunft
- Orthodoxe Kirche der Ukraine, deren Autokephalie vom Ökumenischen Patriarchat von Konstantinopel gewährt wurde. Das Patriarchat von Moskau betrachtet diese Autokephalie als nichtkanonischen Eingriff in das eigene kanonische Territorium.
- autokephale orthodoxe Erzbistum von Nordmazedonien, deren Autokephalie 2022 vom Ökumenischen Patriarchat von Konstantinopel und von der serbisch-orthodoxen Kirche gewährt wurde.

#### Autonome Kirchen
Autonome Kirchen (eine andere Kirche hat Mitspracherecht bei der Bestimmung des Vorstehers)
- Autonomes orthodoxes Erzbistum des Sinai (unter 1000 Gläubige, besteht aus dem Katharinenkloster und Beduinenfamilien)
- Autonome orthodoxe Metropolie Bessarabien, Liturgie in modernem Rumänisch.
- Autonome orthodoxe Metropolie von Estland (die Autonomie wird vom Moskauer Patriarchat jedoch derzeit nicht anerkannt)
- Autonomes orthodoxes Erzbistum von Finnland, Liturgie Finnisch
- Autonomes orthodoxes Erzbistum von China
- Autonomes orthodoxes Erzbistum von Japan, Liturgie Japanisch

Alle anderen kanonischen orthodoxen Kirchen stehen unter der geistlichen Leitung einer autokephalen Kirche.

#### Selbstverwaltete Kirchen
Einige Kirchen gelten als selbstverwaltete Kirchen innerhalb des Patriarchats von Moskau. Diese werden oft fälschlicherweise auch als autonom bezeichnet.
- Moldauisch-Orthodoxe Kirche
- Russische Orthodoxe Kirche im Ausland (seit 2007), Liturgie Kirchenslawisch, Englisch, Deutsch
- Belarussisch-Orthodoxe Kirche bzw. Belarussisches Exarchat des Moskauer Patriarchats

#### Umstrittener Status
Die Ukrainisch-Orthodoxe Kirche hat am 27. Mai 2022 ihre „völlige Selbstständigkeit und Unabhängigkeit“ von Moskau erklärt.
Am 9. September 2022 beschloss die Saeima die Unabhängigkeit der Lettisch-Orthodoxen Kirche (lettisch Latvijas Pareizticīgā Baznīca) vom Moskauer Patriarchat. Metropolit Alexander von Riga widersprach der Entscheidung des lettischen Parlamentes nicht.
Die Estnisch-Orthodoxe Kirche (estnisch Eesti Õigeusu Kirik, kurz: EÕK) hat am 20. August 2024 die Unabhängigkeit im administrativen, ökonomischen und Bildungsbereich festgeschrieben. Auch der Name der Kirche wurde geändert und lautet nun „Estnische Orthodoxe Kirche“ – der Zusatz „des Moskauer Patriarchats“ wurde gestrichen.

#### Weitere Diözesen
Weitere kleine Diözesen in einzelnen Ländern gehören zu größeren Kirchen, vor allem dem Ökumenischen Patriarchat von Konstantinopel und den Patriarchaten von Moskau und Belgrad.

### Nichtkanonische Kirchen und Sondergemeinschaften
Als nichtkanonisch werden Kirchen und Gemeinschaften bezeichnet, die von den kanonischen orthodoxen Kirchen nicht anerkannt werden und nicht in Kirchengemeinschaft mit diesen stehen.
Dazu gehören:
- Abchasische Orthodoxe Kirche
- Belarussische Autokephale Orthodoxe Kirche
- Französisch-Orthodoxe Kirche
- Orthodoxe Kirche der Gagausen in Moldawien
- Kroatische Orthodoxe Kirche (aufgelöst)
- Montenegrinisch-Orthodoxe Kirche
- Russische Orthodoxe Autonome Kirche
- Russische Orthodoxe Kirche im Exil
- Türkische Orthodoxe Kirche
- Ukrainische Autokephale Orthodoxe Kirche und ihre Vorgänger (aufgelöst)
- Ukrainisch-Orthodoxe Kirche - Kiewer Patriarchat

Dazu zählen auch kleinere Gemeinschaften der Altgläubigen in Russland und anderen Staaten sowie Altkalendarier in Griechenland.
Die Alten Orientalisch-Orthodoxen Kirchen werden von den orthodoxen Kirchen ebenfalls nicht als kanonisch anerkannt. Die griechisch-katholischen Kirchen gelten nicht als orthodoxe Kirchen. Sie sind Teilkirchen der römisch-katholischen Kirche und werden von den orthodoxen Kirchen nicht als kanonisch anerkannt.

## Ökumene
Bei den für die orthodoxen Kirchen sehr wichtigen Bemühungen um die Einheit der Kirche muss man zwischen den Beziehungen zur römisch-katholischen Kirche und jenen zu den Kirchen der Reformation unterscheiden. Während der Dialog mit Rom vor allem im eher politischen Bereich des kirchlichen Selbstverständnisses auf Differenzen stößt, sind es gegenüber den reformatorischen Kirchen vor allem theologische Unstimmigkeiten, etwa um das Verständnis der Sakramente.
Mit der lateinischen Kirche gibt es viele Gemeinsamkeiten: Orthodoxe und römisch-katholische Christen haben dasselbe apostolische Glaubensbekenntnis, dieselben Sakramente und dieselben Weiheämter.
Kulturelle und theologische Unterschiede zwischen Ostkirche und Westkirche gab es von Anfang an, aber ab der Mitte des ersten Jahrtausends führte ein immer geringerer theologischer und kultureller Austausch zu einer getrennten Entwicklung. Die in der katholischen Theologie seit dem Mittelalter eingeführten kirchlichen Lehren, beginnend mit dem Filioque und dem päpstlichen Primat, wurden von der Orthodoxie als einseitige Neuerungen bzw. als Häresien angesehen, die zu einem Bruch der Gemeinschaft führten, als die römisch-katholische Kirche verlangte, dass diese auch in den orthodoxen Kirchen eingeführt würden. Andererseits führten auch theologische Konflikte innerhalb der Ostkirche, wie der Streit um den Monophysitismus, der Dreikapitelstreit und der Bilderstreit, zu weiterer Entfremdung mit dem Westen; so hatte der Konflikt um die monophysitische Lehre das erste Schisma zwischen Rom und Konstantinopel zur Folge. Insbesondere die im 19. und 20. Jahrhundert verkündeten Dogmen der Unfehlbarkeit des Papstes gemäß dem Ersten Vatikanischen Konzil, der unbefleckten Empfängnis und der der leiblichen Aufnahme Mariens in den Himmel haben die Kluft noch vergrößert, wohingegen sich die römische Kirche mit den Beschlüssen des Zweiten Vatikanischen Konzils der orthodoxen Kirche wieder angenähert hat. Papst Johannes Paul II. hat den ökumenischen Beziehungen zur orthodoxen Kirche oft Vorrang gegenüber denen zum Protestantismus eingeräumt und viel zu einer Klimaverbesserung beigetragen, andererseits aber die katholischen Dogmen stets klar verteidigt.
Die zweite große Spaltung war das morgenländische Schisma von 1054, aus dem die römisch-katholische Kirche und die östlich-orthodoxen Kirchen unter dem Ehrenprimat des Patriarchen von Konstantinopel hervorgingen. Unionsversuche, zuletzt 1439 angesichts der drohenden Eroberung Konstantinopels durch die Türken, scheiterten vor allem am Widerstand der orthodoxen Gläubigen, für die nach der Eroberung von Konstantinopel im Vierten Kreuzzug eine Kirchengemeinschaft mit der römisch-katholischen Kirche nicht mehr vorstellbar war. Die gegenseitigen Verurteilungen als Häretiker gelten heute als aufgehoben. 1964 hoben Papst Paul VI. und der Patriarch von Konstantinopel, Athinagoras, den gegenseitigen Kirchenbann von 1054 auf. 1967 kam es in Jerusalem zur ersten Begegnung eines Papstes und eines Patriarchen nach dem Beginn der Kirchenspaltung. Das Schisma blieb allerdings bestehen.
Am 4. Mai 2001 erklärte Johannes Paul II. gegenüber griechisch-orthodoxen Christen: „Für die vergangenen und gegenwärtigen Anlässe, bei denen Söhne und Töchter der katholischen Kirche durch Taten oder Unterlassungen gegen ihre orthodoxen Brüder und Schwestern gesündigt haben, möge der Herr uns Vergebung gewähren.“ 2004, zum 800. Jahrestag der Eroberung Konstantinopels durch die Kreuzfahrer 1204, erneuerte Papst Johannes Paul II. dieses Schuldbekenntnis.
Erinnerungen an die Plünderung Konstantinopels im Vierten Kreuzzug (1204) und die polnische Herrschaft in Belarus und der Ukraine sind noch nicht verheilt und werden durch die „uniatische Frage“, das heißt die Existenz von katholischen Ostkirchen, sowie die Errichtung von katholischen Bistümern beziehungsweise Apostolischen Administraturen auf orthodoxem Gebiet immer wieder aufgewühlt. Die Orthodoxen sehen darin eine falsche Ekklesiologie (aus ihrer Sicht kann es in einem Gebiet nur eine Kirche geben), beziehungsweise einen Versuch Roms, mehr Macht zu gewinnen, und eine Missachtung ihrer eigenen Kirchen; die katholische Seite fühlt sich umgekehrt den unierten Kirchen gegenüber zur Loyalität verpflichtet. Auch wenn deren Einrichtung inzwischen auch von einigen katholischen Verhandlungsführern als historischer Fehler gesehen wird, so kann man sie nach katholischer Ansicht trotzdem jetzt nicht einfach ihrem Schicksal überlassen oder aus der Kirche ausschließen oder zur von ihnen nicht gewollten Vereinigung mit den Orthodoxen zwingen.
Hilfreich sind Kontakte auf gleicher Ebene, wie die Begegnungen zwischen dem ökumenischen Patriarchen Athinagoras und Papst Paul VI. in den 1960er Jahren, oder die im Jahre 2004 erfolgte Rückgabe der bei der Plünderung von Konstantinopel geraubten Reliquien von Gregor von Nazianz und Johannes Chrysostomos von Rom nach Konstantinopel.
Unklar bleibt, wie die Differenzen im kirchlichen Selbstverständnis überwunden werden können, sowie viele Streitfragen, wo die Römische Kirche sich auf philosophische Erklärungen theologischer Fragen festgelegt hat, die von den orthodoxen Kirchen abgelehnt werden.
Weiter fortgeschritten ist die Annäherung zwischen den orthodoxen Kirchen, der anglikanischen Gemeinschaft und den altkatholischen Kirchen, sie wurde in den letzten Jahrzehnten allerdings belastet durch die Ordination von Frauen in diesen westlichen Kirchen und andere Tendenzen, während die Orthodoxen an der Tradition festhalten, nur Männer zu ordinieren.
Die orthodoxen Kirchen gehören mit wenigen Ausnahmen dem Ökumenischen Rat der Kirchen (ÖRK) an; in den (relativen) Entspannungsphasen des Kalten Krieges sah man darin eine Möglichkeit zu stärkerem ost-westlichem Austausch auf nichtstaatlicher Ebene, weshalb die sozialistischen Staaten diese Mitgliedschaft befürworteten. In diesem Rahmen besteht die Möglichkeit zum Austausch mit den Kirchen der Reformation und deren Abspaltungen. Die Römische Kirche gehört dem Rat aufgrund ihres Selbstverständnisses nicht an, sondern nimmt eine Beobachterrolle ein. Unterdessen fühlten sich die verhältnismäßig wenigen orthodoxen Kirchen gegenüber den zahlreichen protestantischen Kirchen in diesem Gremium oft an den Rand gedrängt und haben daher nach dem Ende des Kommunismus eine bessere Abstimmung und ein einheitlicheres Auftreten im Rat beschlossen. Nur die georgische Kirche trat aus Protest gegen die massive protestantische Mission in Georgien ganz aus dem Rat aus.
Obwohl sich die orthodoxen Kirchen als einzige Bewahrer der vollständigen apostolischen Lehre betrachten, können sie sich ausdrücklich dazu bekennen, dass die Einheit der weltweiten christlichen Kirche die Vielfalt eigenständiger Kirchen umfasst, was gerade den zentralen Konflikt gegenüber dem Dialog mit Rom darstellt. Trotzdem nehmen die orthodoxen Kirchen innerhalb des ÖRK eine Sonderstellung ein, was auch in einem Sonderarbeitsbereich innerhalb des ÖRK Ausdruck findet.

## Einzelbelege
1. ↑  Laut neuer Berechnungen weniger Orthodoxe weltweit. 16. Juli 2021, abgerufen am 5. August 2025.
2. ↑  Matthew Namee: How Many Orthodox Christians Are in the World? In: Orthodox History. 8. Juli 2020, abgerufen am 5. August 2025 (amerikanisches Englisch).
3. ↑  Dumitru Staniloae: Orthodoxe Dogmatik. Hrsg.: Aus d. Rumän. übersetzt v. Hermann Pitters. II. Band. Benziger, Zürich 1990, ISBN 3-545-24210-2, S. 162.
4. ↑  www.bmukk.gv.at (Memento vom 11. März 2011 im Internet Archive), 11. März 2011
5. 1 2  Johann Christian Jahn: Jahrbücher für Philologie und Pädagogik, 2. Jahrgang, 2. Band, 1. Heft, Verlag B. G. Teubner, 1827, S. 442 (eingeschränkte Vorschau in der Google-Buchsuche).
6. ↑  pro-medienmagazin.de; die Angehörigen der rasch wachsenden Pfingstgemeinden werden dort auf 612 Millionen beziffert; sie sind allerdings kaum als Einzelkonfessionen zu fassen.
7. ↑  catholicworldreport.com, 14. März 2014
8. ↑  Was hat das Konzil auf Kreta gebracht? Deutschlandfunk vom 27. Juni 2016 (abgerufen am 15. August 2018).
9. ↑  Die heilige Eucharistie in Zeiten der Corona-Krise in eparhija-nemacka.com, abgerufen am 22. September 2022.
10. ↑  orthodox.de: Die Mönchsweihen
11. ↑  Thomas Bremer: Pope. In: Walter Kasper (Hrsg.): Lexikon für Theologie und Kirche. 3. Auflage. Band 8. Herder, Freiburg im Breisgau 1999, Sp. 420.
12. ↑  Orthodoxes Forum:Frauendiakonat
13. ↑  Vgl. hierzu grundlegend Metropolit Hierotheos (Vlachos) von Nafpaktos: Orthodoxe Spiritualität. Eine kurze Einführung.
14. ↑  Selenskyj: „Der Donbass wird ukrainisch sein“
15. ↑  tagesschau.de: Lettlands orthodoxe Kirche löst sich von Moskauer Patriarchat. Abgerufen am 9. September 2022.
16. ↑  Reinhard Flogaus: Soldatentod als Nachfolge Christi. Gegen Antichrist und Satanismus: Die religiöse Kriegspropaganda in Russland beschwört die Apokalypse und die Nähe zum Islam. In: Frankfurter Allgemeine Zeitung, 27. Dezember 2022, S. 15.
17. ↑  Estnisch-orthodoxe Kirche erklärt sich für unabhängig von Moskau, abgerufen am 23. August 2024
18. ↑  Orthodoxe Patriarchate und Kirchen der Welt